# Maureen Tigrett
Maureen Starkey Tigrett (geborene Mary Cox; * 4. August 1946 in Liverpool, Vereinigtes Königreich; † 30. Dezember 1994 in Seattle, Washington, Vereinigte Staaten) wurde bekannt durch ihre Ehe mit Ringo Starr, dem Schlagzeuger der Beatles, und später mit Isaac Tigrett, dem Gründer der Restaurant-Kette Hard Rock Cafe.

## Leben
Mary Cox besuchte eine Klosterschule. Im Alter von 14 Jahren änderte sie ihren Vornamen von Mary in Maureen. Von ihren Freunden wurde sie „Mo“ genannt. 
Maureen war Assistant hairdresser im Friseur- und Schönheitssalon Ashley Du Pre in Liverpool, als sie 1962 Richard Starkey, besser bekannt unter seinem Künstlernamen Ringo Starr, im Cavern Club, in dem die Beatles spielten, kennenlernte.
Maureen war vor ihrer Beziehung mit Ringo Starr die Freundin von Paul McCartney und hatte später eine Affäre mit George Harrison.

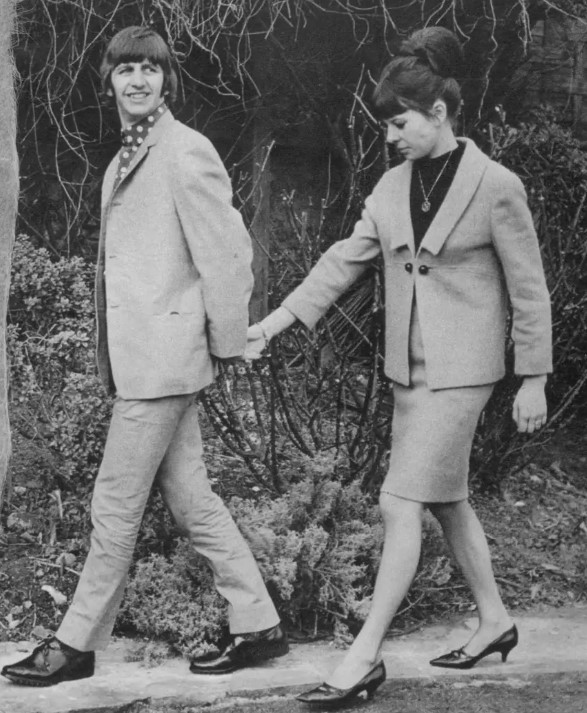
Ringo Starr und Maureen Starkey

Maureen und Ringo Starr heirateten am 11. Februar 1965 in London. Das Paar hatte drei gemeinsame Kinder: die Söhne Zak (* 1965) und Jason (* 1967) sowie die Tochter Lee (* 1970).
Anlässlich ihres 22. Geburtstags nahm Frank Sinatra als Gefallen für Ringo Starr eine besondere Version von The Lady Is a Tramp auf mit dem abgewandelten Titel The Lady Is a Champ. Einen neuen, humorvollen Text hatte Sammy Cahn geschrieben. Eine Zeile lautete: “She married Ringo and she could have had Paul / That’s why the lady is a champ.” Ringo Starr ließ das Lied auf eine Single pressen und schenkte sie Maureen zum Geburtstag. Danach wurden das Tonband und die Pressvorlage vernichtet. Da nur eine Schallplatte von dieser Aufnahme existieren soll, Frank Sinatra als eine der einflussreichsten Persönlichkeiten der Populärmusik gilt und die Beatles zu den erfolgreichsten Bands des 20. Jahrhunderts zählen, ist diese Single eine der seltensten und wahrscheinlich teuersten aller Zeiten. Über den Verbleib der Schallplatte und ob es Kopien gibt, ist nichts bekannt.
Am 17. Juli 1975 wurde die Ehe mit Ringo Starr geschieden. Maureen und Ringo blieben gute Freunde. Er zahlte ihr eine Summe von 500.000 Pfund, kaufte ihr ein Haus im Londoner Stadtteil Little Venice und unterstützte sie finanziell noch jahrelang.
Am 27. Mai 1989 heiratete Maureen in Monte Carlo Isaac Tigrett, den Gründer der Restaurant-Kette Hard Rock Cafe. Die gemeinsame Tochter Augusta Burton wurde 1987 geboren.
Maureen Tigrett starb am 30. Dezember 1994 im Fred Hutchinson Cancer Research Center in Seattle an Leukämie. Zum Gedenken an sie schrieb Paul McCartney das Lied Little Willow, das 1997 auf dem Album Flaming Pie erschien; es ist ihren Kindern gewidmet.